# Paradicaprella brucei
Paradicaprella brucei is een vlokreeftensoort uit de familie van de Caprellidae. De wetenschappelijke naam van de soort is voor het eerst geldig gepubliceerd in 1990 door Hirayama.